# Schwerer Gustav

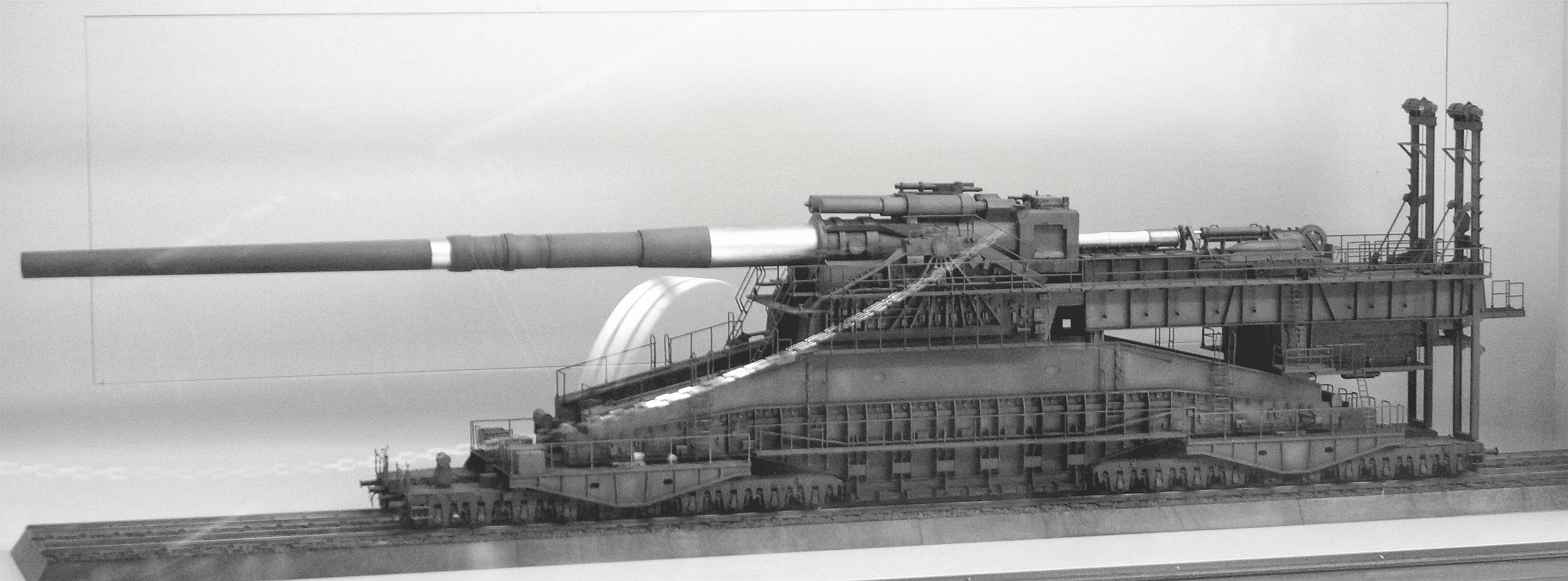
Model kanónu Dora

Porovnání siluet kanónu Gustav (černě) a odpalovače balistických raket OTR-21 Točka

Schwerer Gustav (česky Těžký Gustav) a Dora byla jména německého extrémně velkého železničního kanónu ráže 80 cm z druhé světové války. 22. června 1942 byla Dora přejmenována na Gustava, aby se spojenecká zpravodajská služba domnívala, že Němci mají 2 tato superděla. Ve skutečnosti nebyl pravý Gustav nikdy dokončen.[zdroj?] Dělo bylo vyvinuto v letech 1934–1935 v Kruppových závodech a určeno pro ničení těžkého opevnění, zejména ve francouzské Maginotově linii. Bylo však připraveno k nasazení až v roce 1941, kdy už byla Francie poražena.

## Popis
Dělo o ráži 800 mm a délce hlavně přes 32 m vážilo téměř 1350 tun a mohlo vypálit dělostřelecké granáty o hmotnosti až sedm tun do vzdálenosti až 47 kilometrů (protipancéřové granáty do vzdálenosti cca 37 km). Maximální náměr činil 48°. Při pokusné střelbě protipancéřovými granáty Němci zjistili, že náboj z Dory dokáže na vzdálenost 37 km prorazit 1,5 metru tlustý pancíř. Protipancéřový granát mohl prorazit železobetonovou desku o síle až 7 m a do rostlé země vytvořil kráter o hloubce 32 m. Hlaveň se však rychle opotřebovala, čímž klesala přesnost střelby, a vydržela asi 100 výstřelů. Kanón se transportoval v rozebraném stavu ve 26 vagónech se speciální lokomotivou, k postavení na místě bylo třeba přes 1 000 ženistů a cca 1 500 pomocných dělníků, k obsluze sloužil dělostřelecký prapor o síle 500 mužů. V palebném postavení stál na dvou souběžných železničních kolejích do oblouku, protože hlaveň se mohla pohybovat jen ve svislé rovině.
K vystřelení každého granátu Dora potřebovala náplň 1,75 tuny střelného prachu.

## Použití
Kanóny byly navrženy v rámci přípravy na druhou světovou válku a byly určeny pro použití proti těžkým pevnostem Maginotovy linie. V této roli ale nebyly použity, protože bitva o Francii skončila dříve, než byly hotovy a Wehrmacht tuto linii obešel. Kanón Dora byl použit proti Sovětskému svazu při obléhání Sevastopolu, kde vypálil asi 50 granátů. Pak byl instalován u Leningradu, ale převezen zpět do Německa k úpravě bez jediného výstřelu. Neexistují zřejmě doklady o jeho nasazení proti Varšavskému povstání. Někdy před 22. dubnem 1945, kdy byly jeho trosky objeveny americkými vojáky v lese 50 km jihozápadně od Saské Kamenice, byl zřejmě zničen, aby se jej nezmocnil nepřítel.
Šlo o největší použitý kalibr zbraně v historii dělostřelectva, která vypálila těžší granáty než jakékoliv jiné dělo. Byl překonán jen americkým třicetišestipalcovým (914 mm) minometem Little David s dostřelem necelých devět kilometrů, použitým pouze ke zkušebním účelům.

## V kultuře
- V knižní sci-fi sérii Světoválka (v originále Worldwar) autora Harryho Turtledova, pojednávající o alternativní historii je tento kanón použit proti rase ještěrů a jsou jím zničeny dvě kosmické lodě.